# Khairul Azman
Khairul Azman Mohamed (Kuantan, 5 marzo 1968) è un ex calciatore ed ex giocatore di calcio a 5 malaysiano.

## Carriera
Come massimo riconoscimento in carriera vanta la partecipazione, con la Nazionale di calcio a 5 della Malaysia, al FIFA Futsal World Championship 1996 in Spagna dove la nazionale asiatica si è fermata al primo turno, eliminata nel girone comprendente Italia, Uruguay e Stati Uniti.